# Seconda Repubblica (Italia)
Seconda Repubblica è un termine utilizzato in Italia per indicare il nuovo assetto politico italiano instauratosi a partire dalle elezioni politiche del 1994, in opposizione a Prima Repubblica, il sistema che era esistito dal 1946.

## Storia

Grafico delle elezioni politiche italiane dal 1946 al 2022. Si nota il netto cambiamento del sistema partitico nel 1994 e nel 2008.

### Origini e uso del termine
Nel 1980 Giorgio Almirante, in un pamphlet intitolato Processo alla Repubblica per le edizioni Ciarrapico, utilizzò il termine Nuova Repubblica con un significato preciso di modifica costituzionale, auspicando l’introduzione del sistema del referendum «alla francese», cioè «del referendum che affida al popolo la diretta e immediata approvazione di modifiche di fondo dell’assetto costituzionale» per portare davvero l’Italia fuori dalla crisi determinata dalla Costituzione e dai partiti. In seguito alle elezioni politiche del 1983, in cui la DC aveva perso circa il 6%, Enzo Biagi intitolò un suo Speciale della trasmissione Le grandi interviste di Enzo Biagi su Rete 4 come "Repubblica - Atto II". Sul finire degli anni '80, con l'affermarsi del tema delle riforme costituzionali (e in particolare dell'introduzione del presidenzialismo, tema molto caro a Bettino Craxi e al PSI) si cominciò già ad affermare l'espressione "seconda repubblica" anche per indicare una repubblica di tipo presidenzialista.
Il passaggio dalla prima alla seconda Repubblica, che agli occhi dei contemporanei apparve assai significativo, fu tuttavia un cambiamento all'interno del medesimo sistema politico, anziché un cambiamento della struttura sistema politico in cui è organizzata la nazione, come avvenuto in Francia, in quanto la costituzione e le istituzioni repubblicane rimasero le medesime in vigore dal 1948, e il triennio 1992-1994 non si accompagnò ad alcun cambiamento costituzionale.
Il termine viene comunemente usato, a livello giornalistico ma anche scientifico, per enfatizzare il confronto dell'assetto politico istituzionale italiano prima e dopo il periodo 1992-1994, ma anche il suo riflesso su importanti aspetti economici; il suo utilizzo è stato oggetto di studi sociologici e linguistici comunicativi.
L'espressione "seconda Repubblica" è stata anche usata da politici italiani mentre rivestivano importanti cariche istituzionali, come Marcello Pera, che da Presidente del Senato della Repubblica pronunciò nel 2002 il discorso: La "seconda Repubblica" in Italia: dove sta andando?, descrivendo il nuovo assetto politico italiano, durante una sua lettura in un seminario di studi a Washington.

### Consolidamento del sistema bipolare (1996-2011)
Dopo le elezioni del 1994 di assestamento, da quelle del 1996 si andarono consolidando due schieramenti opposti: uno di centro-destra e uno di centro-sinistra. Nel corso degli anni 2000 questa tendenza si accentuò ulteriormente, fino ad arrivare a diventare uno scontro diretto tra il leader del centro-destra Silvio Berlusconi e il leader di volta in volta individuato dal centro-sinistra (Romano Prodi nel 1996, Francesco Rutelli nel 2001, nuovamente Prodi nel 2006 e Walter Veltroni nel 2008): alle elezioni del 2006 i due schieramenti arrivarono a prendere insieme la quasi totalità dei voti espressi.
Le elezioni del 2008 crearono l'illusione di un sistema consolidato su due grandi partiti, Il Popolo della Libertà e il Partito Democratico. Ma entrambi continuarono a privilegiare il messaggio del nemico da abbattere, del "noi" e "loro", sottovalutando la necessità di intervenire sui meccanismi della cosa pubblica e sui nessi perversi tra politica, economia e amministrazione (o forse non trovando conveniente farlo), così come sui propri meccanismi di funzionamento, dalla formazione e reclutamento del proprio personale politico al raccordo tra centro e periferia. Secondo tale interpretazione, la corruzione, il malcostume, l'uso partigiano delle istituzioni, a livello nazionale e soprattutto locale, insomma, una pessima politica, continuerebbero ad essere lo stigma del «caso italiano», nonostante l'illusione purificatrice di Tangentopoli.

### La seconda repubblica rinnovata (dal 2013)
Con gli strascichi della grande recessione del 2008-2009 e con la nuova crisi del debito iniziata a inizio 2011 in Grecia, dopo i risultati dei referendum abrogativi del giugno 2011 anche il sistema bipolare italiano entra pesantemente in crisi, portando in autunno alla formazione del governo tecnico di Monti, sostenuto da un'ampia maggioranza parlamentare.
Malgrado la fine della transizione fosse già stata più volte vaticinata o auspicata, solo le elezioni politiche del 2013 segnarono effettivamente un momento di forte discontinuità rispetto alla tradizione politica italiana inauguratasi nel 1994: per la prima volta da tale data, né la coalizione di centro-sinistra né quella di centro-destra ottennero numeri sufficienti per formare un governo stabile, essendo una parte del loro elettorato eroso dall'affermazione del Movimento 5 Stelle, nuova formazione politica dai forti connotati anti-sistema ed euroscettica. L'impasse politica scaturita dal voto cagionò la formazione di governi di larghe intese, il primo dei quali presieduto da Enrico Letta, sul modello di quello "tecnico" uscente presieduto da Mario Monti.
Nel gennaio 2014 l'incarico di formare un governo fu affidato al nuovo segretario del PD Matteo Renzi, il più giovane della storia d'Italia a ricoprire il ruolo di Presidente del Consiglio. Nel corso delle consultazioni con i gruppi parlamentari, Renzi propose di riformare l'assetto istituzionale del Paese al fine di garantire una maggiore governabilità e il ritorno al bipolarismo. Alla proposta aderirono gruppi parlamentari sia del centro-sinistra sia del centro-destra, ma la riforma costituzionale Renzi-Boschi, cardine del nuovo impianto istituzionale, fu respinta dal corpo elettorale con il referendum costituzionale del 4 dicembre 2016. Il 7 dicembre Renzi si dimise, e il Presidente della Repubblica Sergio Mattarella affidò a Paolo Gentiloni (PD) l'incarico di formare un nuovo governo per portare a termine la XVII legislatura.

#### Le elezioni del 2018 e il rafforzamento del tripolarismo
Le elezioni politiche del 2018 hanno ulteriormente delineato il tripolarismo. I principali motivi per cui con particolare convinzione i commentatori vi hanno ravvisato un possibile passaggio a un'ipotetica Terza Repubblica sono:
- l'ascesa del Movimento 5 Stelle a prima forza politica nelle urne e a primo gruppo parlamentare in entrambe le camere del Parlamento, che ha rotto il bipolarismo destra-sinistra caratterizzante la seconda repubblica, introducendo un tripolarismo di forze politiche;
- il sorpasso elettorale della Lega su Forza Italia, al minimo storico dalla sua nascita, ponendo la prima, col 17.37% dei voti espressi totali, a forza trainante della coalizione di centro-destra, ridimensionando quindi Silvio Berlusconi;
- il peggior risultato dalle elezioni politiche in Italia del 1913 per le formazioni di sinistra e centro-sinistra, scese dopo 105 anni sotto la quota del 25% dei voti espressi totali.[23]

### Le ipotetiche conclusioni
Nel corso degli anni la fine della Seconda Repubblica è stata annunciata, perlopiù da giornalisti e commentatori politici, in molteplici occasioni, tra cui le seguenti:
- 2005 – adozione del Porcellum, legge elettorale a impianto simil-proporzionale che regolò le elezioni politiche del 2006, 2008 e 2013, laddove invece l'avvento della Seconda Repubblica era all'incirca coinciso con l'adozione del Mattarellum di impianto maggioritario;[24][25]
- 2011 – dimissioni del governo Berlusconi IV, che posero fine al bipolarismo con la costituzione prima di un governo tecnico (governo Monti), poi di esecutivi di coalizione tramite patti di non belligeranza (come il patto del Nazareno);[26][27][28]
- 2013 – le elezioni politiche del 2013 segnarono l'avvento del tripolarismo con l'entrata in parlamento del Movimento 5 Stelle, inoltre a fine anno la Corte costituzionale dichiarò incostituzionale il Porcellum;[29][30]
- 2018 – Netta affermazione del Movimento 5 Stelle e della Lega alle elezioni politiche del 2018 (regolata in aggiunta da una nuova legge elettorale, il Rosatellum[31][32][33]) e formazione del "governo del cambiamento".
- 2023 – morte di Silvio Berlusconi.[34][35]
- 2024 - Presentazione da parte di Fratelli d'Italia del disegno di legge di una nuova riforma elettorale e istituzionale, basata sul premierato.[36][37]

## Caratteristiche
(Perry Anderson, su London Review of Books)
Secondo alcuni autori, i tratti distintivi della cosiddetta Seconda Repubblica sarebbero: il leaderismo, il sistema maggioritario, la presenza di due coalizioni e lo strapotere della televisione. In tutte le famiglie politiche «piuttosto che elaborare nuove culture politiche si preferì far ricorso ad una 'scorciatoia' basata su due pratiche: la narrazione artificiale e fortemente personalizzata (il cosiddetto storytelling) e i programmi on demand».

### Eziologia del fenomeno
Secondo criteri storiografici e politologici, la denominazione di una forma di stato preceduta da aggettivi numerali indica i regimi dello stesso tipo che si sono succeduti discontinuamente in un paese con assetti costituzionali e istituzionali differenti (quali le Repubbliche francesi e i Reich tedeschi). Nel caso italiano la distinzione tra prima e seconda Repubblica, introdotta in ambito giornalistico e divenuta poi di uso comune, è formalmente scorretta, poiché si riferisce quale elemento di discontinuità storica alla trasformazione politica avvenuta durante il biennio 1992-1994, che non si risolse in un cambiamento di natura istituzionale, ma in un profondo mutamento politico.
L'unico cambiamento atto a incidere sull'assetto istituzionale fu il mero cambiamento della legge elettorale:
- la nuova legge elettorale maggioritaria denominata Mattarellum (1994), approvata a seguito dei referendum del 1991 e del 1993 sulla legge elettorale del Senato della Repubblica:[42] essa avrebbe regolato le elezioni politiche del 1994, 1996 e 2001.

Tra i fattori di ordine politico che innescarono il cambiamento si contano:
- lo scandalo di Tangentopoli e l'indagine di Mani pulite, con la conseguente scomparsa della Democrazia Cristiana e del Partito Socialista Italiano e dell'alleanza politica fra Craxi, Andreotti e Forlani, il cosiddetto CAF (1992-1993);[43]
- la svolta della Bolognina con lo scioglimento del Partito Comunista Italiano e la sua confluenza nel Partito Democratico della Sinistra (1991);
- la crescita della Lega Nord e il suo ingresso in Parlamento (1992);[43]
- la «discesa in campo» di Silvio Berlusconi, con la fondazione di Forza Italia (1994);
- la svolta di Fiuggi con la scomparsa del Movimento Sociale Italiano e la conseguente nascita di Alleanza Nazionale (1995).

### Il sistema elettorale
Il cambiamento principale venne accentuato nel 1993 con il passaggio da un sistema elettorale proporzionale a un sistema maggioritario, che avrebbe dovuto favorire il bipolarismo se non anche il bipartitismo in modo da assicurare l'alternanza di governo fra due partiti o coalizioni. Tale alternanza era mancata dalla nascita della Repubblica Italiana, poiché la DC, il partito italiano che otteneva sempre maggioranza relativa, stringeva di volta in volta alleanze tali da porla nel governo con un peso preminente (pur non avendo sempre un suo membro come Presidente del Consiglio), per tutte le legislature consecutive dalla nascita della Repubblica Italiana (1946), bloccando così ogni possibile alternanza politica (cosiddetta conventio ad excludendum).
Questo cambiamento fu conseguenza della vittoria dei referendum del 1991 e del 1993 su alcune modifiche del sistema di voto del Senato, promossi da Mario Segni e dal Partito Radicale.
Alle elezioni politiche del marzo 1994 il cambio dello scenario politico italiano, accentuato dai risultati dell'inchiesta Mani pulite e dal processo per mafia a Giulio Andreotti, fu evidenziato dalla dissoluzione della Democrazia Cristiana e del Partito Socialista Italiano, che fino all'inizio degli anni novanta erano rispettivamente il primo e il terzo partito politico italiano, motivando il conseguente ritiro dalla scena politica dei maggiori uomini politici di questi partiti e provocando l'ingresso in politica di Silvio Berlusconi che aveva fondato Forza Italia, in coalizione con la Lega al Nord e con Alleanza Nazionale nel Centro Sud.
La riforma della legge elettorale, varata dal governo Berlusconi III nel 2005, ripristinò un sistema elettorale proporzionale, modificando così uno degli elementi alla base della Seconda Repubblica. Al contempo, però, quella legge operava su liste bloccate con premio di maggioranza, il che avallò "la credenza secondo cui la Costituzione materiale prescrive, nell'ordine: l'elezione diretta del Presidente del Consiglio; la sua legittimazione popolare con il voto; l'obbligo giuridico dei parlamentari eletti sotto le sue insegne a non disattendere il mandato ricevuto". Si trattava, invece, "di una semplice anticipazione dell’indicazione che sarebbe stata avanzata dalle liste vincitrici al momento delle consultazioni col presidente della Repubblica – consultazioni governate da pratiche/usi e non da norme positive – avendo per tale ragione una sua giustificazione l’opinione della Corte secondo cui “restano ferme le prerogative del Presidente della Repubblica come da articolo 92 della Costituzione”.
Emerse anche, in determinati momenti della vita istituzionale, una polemica pubblica che valse della efficace sintesi rappresentata dal termine “governo non eletto”, rivolto ai governi succedutisi in corso di legislatura a quelli costituiti immediatamente dopo la tenuta delle elezioni, in ispecie se di orientamento politico sensibilmente diverso dai precedenti e se capeggiati da un nuovo Presidente del Consiglio: tale denominazione "tecnicamente non corrispondente alla dinamica costituzionale, appare sostanzialmente corretta, ma si presta a essere fraintesa e fortemente strumentalizzata, con buona pace della serenità dei cittadini elettori".

### La classe dirigente
Il rinnovamento del personale politico e della classe dirigente si caratterizzò per alcuni tratti fondamentali che emergono dal confronto tra la I legislatura (1948) e la XVI legislatura (2008):
- aumento tra i parlamentari dei dirigenti aziendali (dal 6,1% al 18,2%);
- diminuzione dei membri del settore legale (dal 33,9% al 10,6%) e dei sindacalisti (dall'11% al 3%);
- diminuzione dell'istruzione media dei parlamentari (titolo di laurea sceso dall'80,5% al 68,5%).

Secondo alcuni ricercatori:
Per taluni commentatori, nella Seconda Repubblica il ruolo giocato del Presidente della Repubblica risulterebbe esaltato proprio dalla minore presenza di professionisti della politica ai vertici delle istituzioni parlamentari e governative.

## Indirizzo legislativo e principali leggi
La Seconda Repubblica, orientata prevalentemente verso un indirizzo politico liberale sia in campo civile che economico (liberismo), ha visto un ampio intervento legislativo di riforma in tutti i settori (partito già all'inizio degli anni '90, al tramonto della Prima Repubblica).
Queste sono alcune delle principali leggi prodotte:
- Legge n. 223/(06-08-)1990: Legge Mammì (seconda riforma del mercato radiotelevisivo, dopo quella del 1975)
- Legge n. 1/(02-01-)1991: privatizzazione dei mercati mobiliari (passaggio effettivo con D.Lgs. 415/1996) e soppressione delle borse valori locali, istituendo l'unica e centralizzata Borsa Italiana a Milano nel 1997
- Legge n. 223/(23-07-)1991: restrizione della CIG
- Legge n. 488/1992: Eliminazione AgenSud (ex-Cassa per il mezzogiorno), estensione benefici anche al nord, gestione finanziamenti affidata ad aziende concessionarie (primi bandi dal 1996).
- Legge n. 81/(25-03-)1993: modifica delle elezioni sia a livello locale (introduzione del presidenzialismo) che nazionale (introduzione del meccanismo maggioritario)
- D.Leg. n. 385/(01-09-)1993: TUB - Testo Unico Bancario (riforma del settore bancario, liberalizzazioni e concessione dell'esistenza delle banche miste)
- Legge n. 335/(08-08-)1995: Riforma Dini (prima riforma del settore pensionistico)
- Legge n. 59/1997-127/1997-191/1998-50/1999: Riforma Bassanini (riforma generale della Pubblica Amministrazione)
- Legge n. 196/(24-06-)1997: Pacchetto Treu (prima riforma del mercato del lavoro)
- Legge n. 425/(10-12-)1997-30/(10-02-)2000: Riforma Berlinguer (riforma dell'istruzione scolastica e dell'esame di maturità)
- Legge n. 431/(09-12-)1998: abolizione definitiva dell'equo canone
- D.Leg. n. 79/(16-03-)1999: Decreto Bersani (liberalizzazione settore elettrico)
- L.Cost. n. 3/2001: Modifica del Titolo V della Costituzione (trasferimento di molteplici poteri dallo Stato centrale agli enti locali)
- Legge n. 30/(14-02-)2003: Legge Biagi (seconda riforma del mercato del lavoro)
- Legge n. 53/(28-03-)2003 - 230/(04-11-)2005: Riforma Bertagna-Moratti (riforma dell'istruzione scolastica)
- D.Leg. n. 6/2003: Introduzione del Leveraged Buyout (LBO)
- Legge n. 112/(03-05-)2004: Legge Gasparri (riforma del mercato radiotelevisivo)
- Legge n. 270/(21-12-)2005: Legge Calderoli (anche detta "Porcellum", riforma della legge elettorale)
- Legge n. 169/2008-1/2009-240/2010: Riforma Gelmini (riforma dell'istruzione scolastica e universitaria)
- Legge n. 102/2009-148/2011-214/2011: Riforma Sacconi-Fornero (seconda riforma generale del sistema pensionistico)
- D.Leg. n. 22-23/(16-03-)2015: Jobs Act (terza riforma del mercato del lavoro)
- Legge n. 55/(22-04)-2015: introduzione del divorzio breve
- Legge n. 107/(03-07-)2015 - D. 59-65/(13-04-)2017: Riforma "Buona scuola" (o Giannini-Fedeli) (riforma dell'istruzione scolastica)
- Legge n. 76/(20-05-)2016: Legge Cirinnà per l'introduzione delle unioni civili per le persone omosessuali e convivenze registrate per tutti
- Legge n. 112/(22-06)2016: legge sul "Dopo di noi" per l'assistenza delle persone disabili prive di sostegno familiare